# Линейные корабли типа «Лайон»
Линейные корабли типа «Лайон» — тип линкоров Королевского флота Великобритании, которые планировались к постройке перед началом Второй мировой войны. Проект являлся усовершенствованной версией линкоров типа «Кинг Джордж V» c артиллерией более крупного калибра. Всего планировалось построить четыре единицы: «Лайон» (англ. Lion), «Тимирейр» (англ. Temeraire), «Конкэрор» (англ. Conqueror), «Тандерер» (англ. Thunderer).
Первые два корабля серии, «Лайон» и «Тимирейр» были заложены летом 1939 года, но в связи с началом войны, строительство было приостановлено в октябре 1939 года, так как предполагалось, что линкоры не успеют войти в строй до окончания боевых действий. В феврале 1940 года Адмиралтейство подтвердило отказ от постройки «Лайонов», а окончательно от этих планов отказались в 1944 году. «Конкерор» и «Тандерер» отменены на стапеле (по другим данным, не закладывались).

### Артиллерия
Орудия линкоров создавались на основе 406-мм пушек кораблей типа «Нельсон». Они стреляли 1080-кг снарядом с начальной скоростью 757 м/с. Хотя их пробивная способность, по сравнению с орудиями «Нельсона», возросла, эти пушки уступали американским аналогам. Всего успели заказать 28 орудий, пять из которых были поставлены флоту.

### Особенности конструкции
Основной отличительной особенностью должна была стать транцевая корма, впервые задуманная ещё для проекта G-3. В отличие от обычной, транцевая форма кормы способствовала снижению заливаемости на высоких скоростях при незначительном возрастании сопротивления, что улучшало условия использования кормового вооружения.